# Mario Baruzzi
Mario Baruzzi, all'anagrafe Piermario Baruzzi (Provaglio Val Sabbia, 12 luglio 1946 – Provaglio Val Sabbia, 20 ottobre 2020), è stato un pugile italiano, due volte Campione d'Italia (1970-1971 e 1973) e sfidante al titolo europeo nella categoria dei pesi massimi.

## Biografia

### Carriera dilettantistica
La sua carriera da dilettante, pur costellata da molte presenze in nazionale, fu contrassegnata dalla rivalità con il ligure Giorgio Bambini che lo batté per tre anni consecutivi nella finale per il titolo italiano dei pesi massimi (1965, 1966 e 1967). 
Baruzzi, tuttavia, riuscì a laurearsi campione europeo dei pesi massimi nel 1967 a Roma. A far parte della squadra nazionale per partecipare ai Giochi della XIX Olimpiade di Città del Messico, invece, fu scelto Bambini, non senza polemiche. Baruzzi decise allora di passare al professionismo.

### Carriera da professionista
Da professionista, ottenne una serie iniziale di 19 vittorie (17 prima del limite) che lo portò a sfidare, ancora imbattuto, Bepi Ros per il titolo italiano. Il 18 dicembre 1970, a Torino, conquistò il titolo ai punti. Nella rivincita, allestita a Bologna, il 23 aprile 1971, Bepi Ros lo sconfisse per Kot alla dodicesima ripresa, riprendendosi il titolo e interrompendo l'imbattibilità del bresciano al 23° match.
Dopo un'altra serie di nove incontri vinti, Baruzzi ottenne la chance di incontrare Ros per la terza volta con in palio la corona nazionale dei massimi ma il 26 dicembre 1972, a Roma, fu sconfitto nuovamente del detentore per Kot alla quinta ripresa. 
Riuscì a riconquistare il titolo italiano, rimasto vacante, il 25 luglio 1973, a Rapallo, battendo Dante Canè ai punti in dodici riprese. Successivamente Baruzzi abbandonò il titolo nazionale per tentare la scalata alla cintura europea. 
Il 29 maggio 1974, a Copenaghen, combatté contro il britannico Joe Bugner, campione continentale in carica e già avversario di Joe Frazier e di Muhammad Ali, venendo sconfitto per Kot alla decima ripresa.
L'8 aprile 1976, fu sconfitto da Dante Canè - che nel frattempo era tornato campione d'Italia - in un incontro tenutosi a Reggio Emilia, con il titolo in palio, per squalifica alla sesta ripresa. Perse gli ultimi sette incontri disputati, alcuni di fronte ad avversari di livello come lo spagnolo Alfredo Evangelista e il riminese Alfio Righetti (2 volte).
Terminò la carriera nel 1980, dopo aver disputato 49 incontri vincendone 37 e perdendone 12.